# Châteauvieux, Hautes-Alpes

Château-Ville-Vieille este o comună în departamentul Hautes-Alpes, Franța. În 1 ianuarie 2022 avea o populație de 536 de locuitori.